# Cereria Gallissà
La Cereria Galissà és un establiment situat al carrer del Cardenal Casañas, 5 de Barcelona, catalogat com a element d'interès paisatgístic (categoria E3).

## Història
Va ser fundada el 1826 pel cerer Marià Gallissà i Amat, que elaborava i blanquejava la cera al carrer de la Cera.
A la mort del fundador, el negoci va passar a mans del seu fill Joan, i després, a la vídua d'aquest, Dolors Botet, que el regentava el 1863. L'hereu Joan Baptista Gallissà i Botet va obtenir la medalla de plata per «blanqueig de ceres» a l'Exposició Universal de 1888: «Blanqueo y elaboracion de ceras sin mezcla. Depósito especial en clases superiores de cuanto se relaciona con el ramo de cerería; como bujías esteáricas, transparentes y de adorno, fósforos usuales y amorfos, mariposas, etc.,etc. Primeros premios en varias Exposiciones» En aquella època, la cereria tenia una sucursal al carrer del Consell de Cent, 392 (actual 354).
Joan Baptista Gallissà també era l'autor d'un almanac titulat Miscelánea Comercial-literaria de la Cerería Gallissá, que més del santoral i la llista de preus, contenia articles interessants sobre aquest ram d'indústria i les seves aplicacions a la litúrgia eclesiàstica.
Actualment el negoci continua en funcionament, portat pels descendents del fundador, la família Altimiras.